# Premio de Derechos Humanos de las Naciones Unidas
El Premio de Derechos Humanos de las Naciones Unidas es un reconocimiento otorgado por la Organización de las Naciones Unidas, fue establecido en 1966, y se entrega cada cinco años en Asamblea General, tanto a personas como a organizaciones que hayan realizado aportes significativos en «la promoción y protección de los derechos humanos y las libertades fundamentales». Fue concedido por vez primera el 10 de diciembre de 1968, fecha que fue elegida por coincidir con la conmemoración del vigésimo aniversario de la Declaración Universal de Derechos Humanos, además de que ese año se celebraba el Año Internacional de los Derechos Humanos. Las Naciones Unidas ven este premio como una oportunidad para reconocer públicamente y al mismo tiempo rendir homenaje a los defensores de los derechos humanos.

## Premiados
Los ganadores son elegidos a través de un comité formado por cinco miembros: el presidente de la Asamblea General, el presidente del Consejo Económico y Social, el presidente de la Comisión de Derechos Humanos, el presidente de la Comisión de la Condición Jurídica y Social de la Mujer y el presidente de la Subcomisión de Promoción y Protección de los Derechos Humanos. El premio se ha otorgado en siete ocasiones más: 1973, 1978, 1988, 1993, 1998, 2003 y 2008, siempre en la misma fecha, 10 de diciembre, que además, desde 1950 fue declarado Día de los Derechos Humanos.
| Año  | Premiados |
| 1968 | - Manuel Bianchi Gundián (Chile) - Embajador y presidente la Comisión Interamericana de Derechos Humanos de la OEA. - René Cassin (Francia) - Miembro de la Comisión de Derechos Humanos de las Naciones Unidas. - Albert Luthuli (Sudáfrica) - Presidente del Congreso Nacional Africano (premio póstumo). - Mehranguiz Manoutchehrian (Irán) - Abogada, feminista y primera senadora mujer iraní. - Petr Emelyanovich Nedbailo (Ucrania) - Miembro de la Comisión de Derechos Humanos de las Naciones Unidas. - Eleanor Roosevelt (Estados Unidos) - Presidente de la Comisión de Derechos Humanos de las Naciones Unidas (premio póstumo). |
| 1973 | - Taha Hussein (Egipto) - Escritor, profesor de Literatura y ministro de Educación. - C. Wilfred Jenks (Reino Unido) - Abogado y director general de la Organización Internacional del Trabajo. - María Lavalle Urbina (México) - Abogada, primera mujer senadora y magistrada del Tribunal Superior de Justicia. - Abel Muzorewa (Zimbabue) - Presidente del Congreso Nacional Africano. - Seewoosagur Ramgoolam (Mauricio) - U Thant (Birmania) - Secretario general de la ONU. |
| 1978 | Begum Ra'Ana Liaquat Ali Khan Príncipe Sadruddin Aga Khan Martin Luther King (Estados Unidos) Helen Suzman Comité Internacional de la Cruz Roja Amnistía Internacional Vicaría de la Solidaridad (Chile) Union nationale des femmes de Tunisie |
| 1988 | Murlidhar Devidas Amte (India) John Peters Humphrey (Canadá) Adam Lopatka (Polonia) Leonidas Proaño (Ecuador) Nelson Mandela (Sudáfrica) Winnie Mandela (Sudáfrica) |
| 1993 | Hassib Ben Ammar (Túnez) Erica-Irene Daes (Grecia) James Grant (Estados Unidos) Comisión Internacional de Juristas (con sede en Ginebra) Personal médico del Hospital Central de Sarajevo Sonia Picado Sotela (Costa Rica) Ganesh Man Singh (Nepal) Unión de Mujeres Sudanesas Julio Tumiri Javier (Bolivia) |
| 1998 | Sunila Abeyesekara (Sri Lanka) Angeline Acheng Atyam (Uganda) Jimmy Carter (Estados Unidos) Jose Gregori (Brasil) Anna Sabatova (República Checa) Defensoras de los derechos humanos del mondo |
| 2003 | Enriqueta Estela Barnes de Carlotto (Argentina) Mano River Women's Peace Network (Sierra Leona, Liberia y Guinea) Family Protection Project Management Team (Jordania) Deng Pufang (China) Shulamith Koenig (Estados Unidos) Sérgio Vieira de Mello (Brasil) |
| 2008 | Louise Arbour (Canadá) Benazir Bhutto (Pakistán) Ramsey Clark (Estados Unidos) Carolyn Gomes Denis Mukwege (Congo) Dorothy Stang (Brasil) Human Rights Watch |
| 2013 | Biram Dah Abeid, hijo de esclavos liberados que trabaja para eliminar la esclavitud. (Mauritania) Hiljmnijeta Apuk, defensor de los derechos de las personas con baja estatura. (Kosovo) Liisa Kauppinen, presidente emérito de la Federación Mundial de Sordos. (Finlandia) Khadija Ryadi expresidente de la Asociación Marroquí de los Derechos Humanos. (Marruecos) Suprema Corte de Justicia de la Nación. (México) Malala Yousafzai, alumna a quien dispararon los Talibanes por ir a la escuela. (Pakistán) |